# Régiment spécial d'intervention
Le Régiment spécial d'intervention (RSI ) en arabe : ( فوج الخاص التدخل )  est un régiment de forces spéciales appartenant à la Garde républicaine algérienne basé à Khemsiti dans la wilaya de Tipaza.

## Historique
Le Régiment spécial d'intervention a été créé en 2015, il a été inauguré en mai 2015 par le général de corps d'armée Ahmed Gaïd Salah en personne ainsi que du commandant de la Garde républicaine, le général-major Ahmed Mouley Melliani.
Il est l'unité d'intervention spécialisé de la garde républicaine, et le RSI est aussi une unité de parachutistes puisque ces opérateurs sont formés à l'école supérieure des troupes spéciales (ESTS) de Biskra.

## Missions
Le RSI a un panel de missions diverses allant de la libération d'otages jusqu’à l'action offensive en milieux montagneux ou désertique par exemple.
Les missions du RSI sont :
- Lutte anti-terroriste
- Libération d'otages
- Lutte anti-guérilla
- Neutralisation de forcenés ou de malfaiteurs dangereux
- Protection rapprochée et l’escorte de hautes personnalités civiles et militaires
- Récupération et protection de zones stratégiques

## Formation et entraînement
Les membres du RSI sont en partie formée à l'école supérieure des troupes spéciales (ESTS) de Biskra pour la partie parachutisme et pour le combat en zone désertique, puis ils sont formés au École de formation commando et d'initiation au parachutisme (EFCIP) de Boghar dans la wilaya de Médéa ou la formation est plus consacrée à des exercices de terrain, à la lutte antiguérilla, au tir, à la survie en zones hostiles et aux actions commandos ou spécialisée.
Les opérateurs du RSI ont aussi à leur disposition les bâtiments et édifices d'entraînements de l'EFCIP et du 104e RMO pour le combat urbain et pour le drill de libération d'otages en zone urbaine .
Le RSI possède aussi des bâtiments d'entraînement au niveau de leur base à Khemsiti
De plus les membres du RSI participent régulièrement à des échanges en interne avec les parachutistes de l'armée algérienne ainsi qu'avec les forces spéciales algériennes (DSI, 104e RMO, 116e RMO etc.),.

## Équipements

### Armement

#### Arme de poing
- Glock 17 & 18
- Caracal

#### Fusil d'assaut
- Akms
- Akm

#### Fusil mitrailleur
- RPD
- RPK
- PKM

#### Fusil de précision
- Zatsava M93 Black Arrow (en)
- SVD

#### Fusil à pompe
- RS 202P

#### Autres
- RPG 7

Les armes sont souvent montés avec des viseurs (Eotech (en)) ainsi qu'avec des viseurs laser et des lampes tactiques.

### Équipement individuel
- Casque ops-core sentry xp
- Treillis de la Garde républicaine
- Combinaison tactique verte
- casque de communication
- Gilet tactique
- Gilet porte-plaques
- Gants
- Genouillères et coudières
- Cagoule
- Holster de cuisse/de ceinture
- Lunettes de protection

### Véhicules
- Mercedes-Benz Classe G de la Garde Républicaine
- Pick-Up Mercedes-Benz Classe G en 4X4 et 6X6
- Toyota Station en 4X4 ou en Pick-up
- Toyota Land Cruiser en 4X4 ou en Pick-up
- BMW R1200 RT (Pour les unités d'escortes)
- Mercedes-Benz Zetros
- Mercedes-Benz Unimog

#### Spécial
- Fuch 2
- Nimr II

### Transport aérien
- Avions des Forces aériennes algériennes
- Mil Mi-171Sh des Forces Aériennes Algériennes

,,,,